# Fraxinus angustifolia

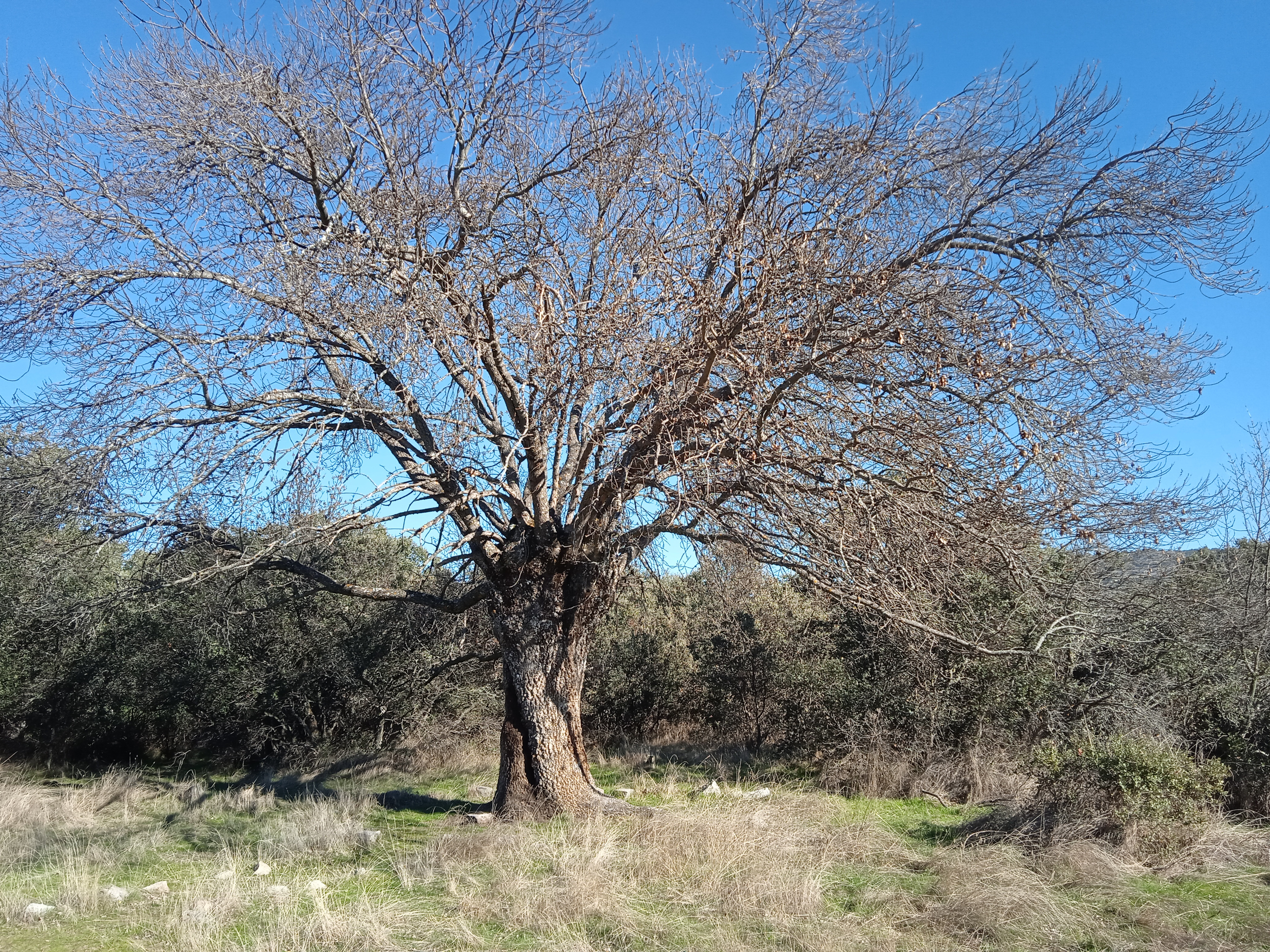
Fresno de las brujas (Alpedrete, España)

Fraxinus angustifolia, el fresno sureño, fresno de hoja estrecha o fresno de hojas estrechas es un árbol de la familia de las oleáceas. Es el fresno más común en la península ibérica.

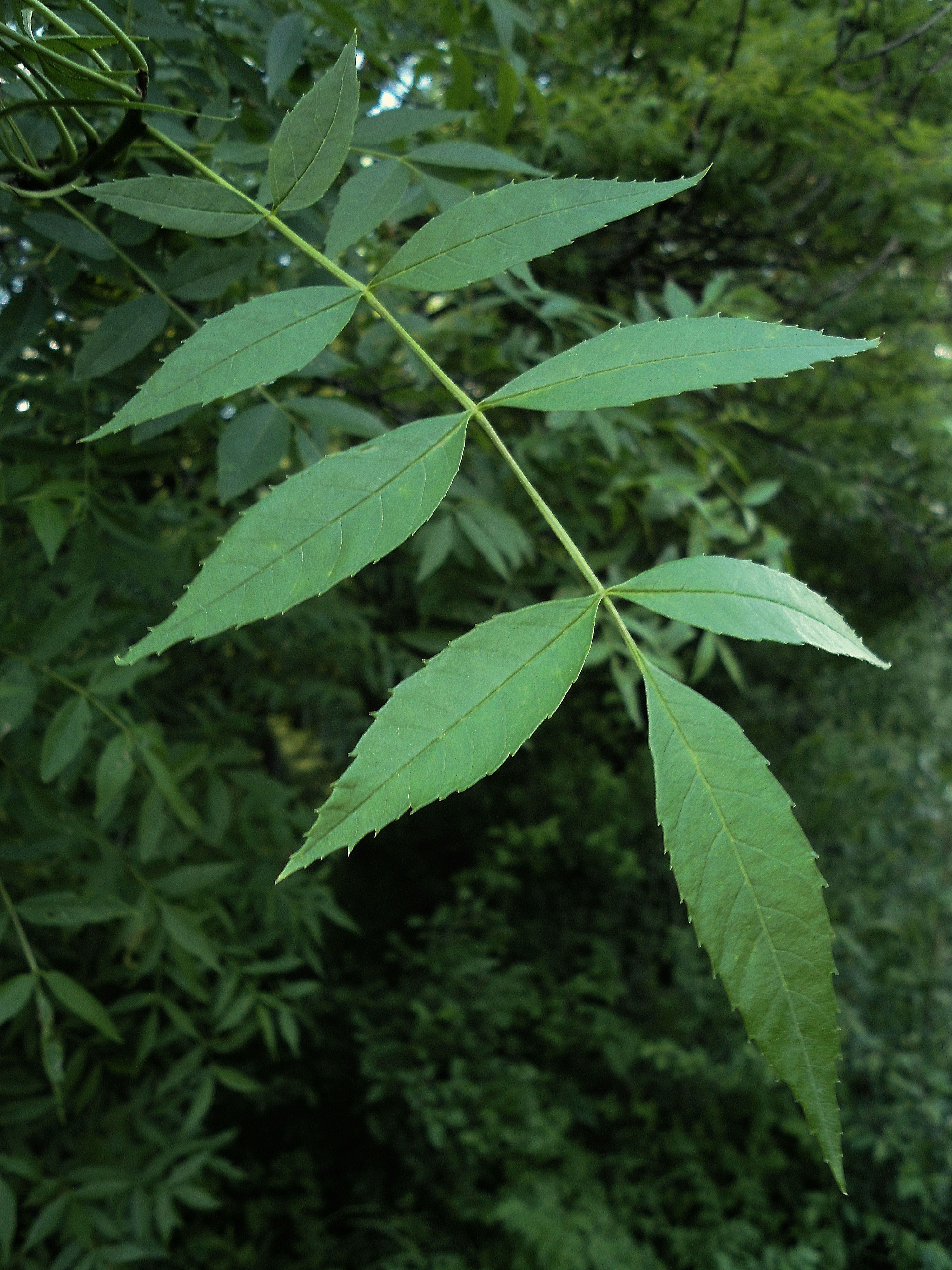
Detalle de las hojas

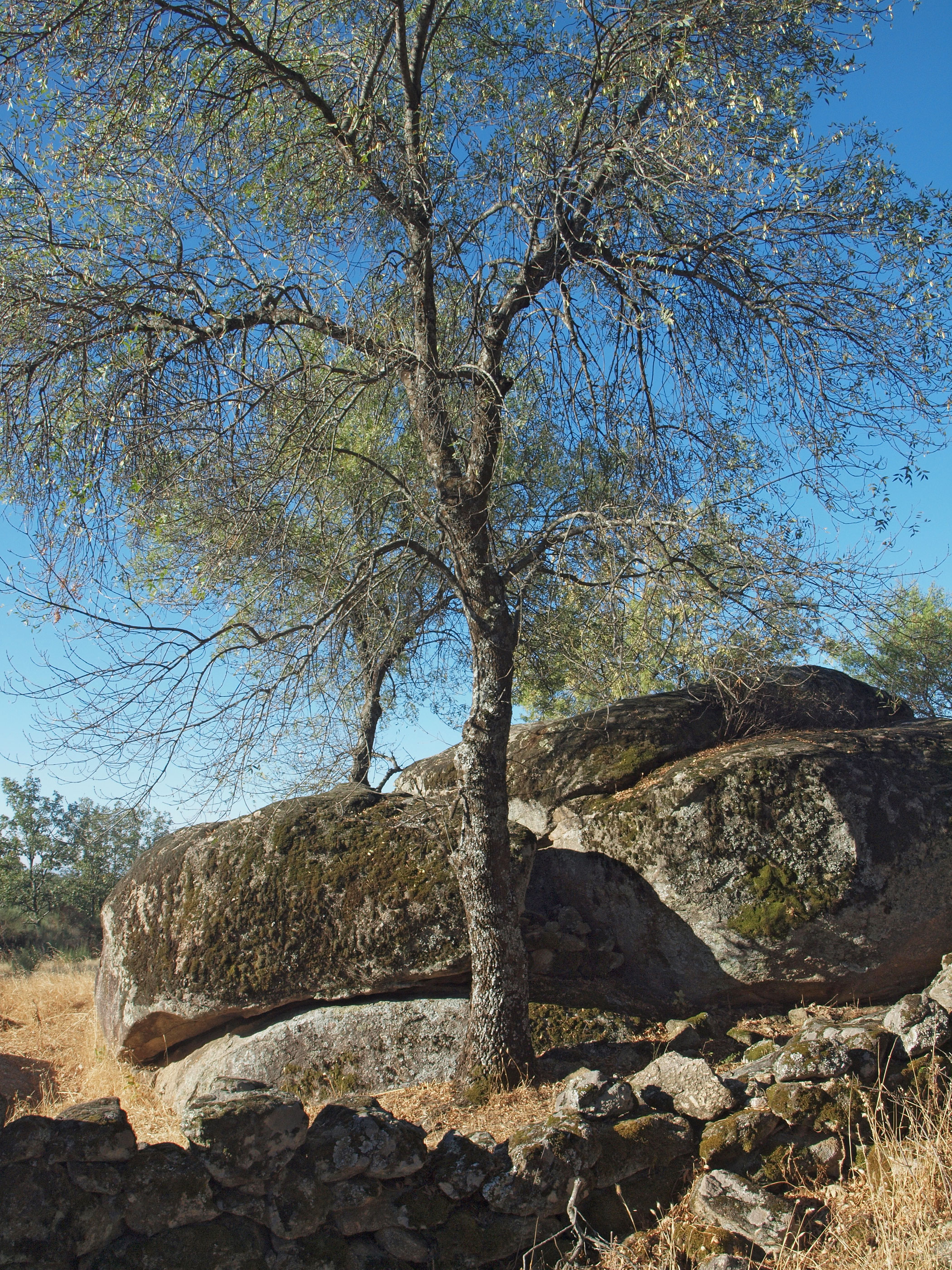
Vista del árbol

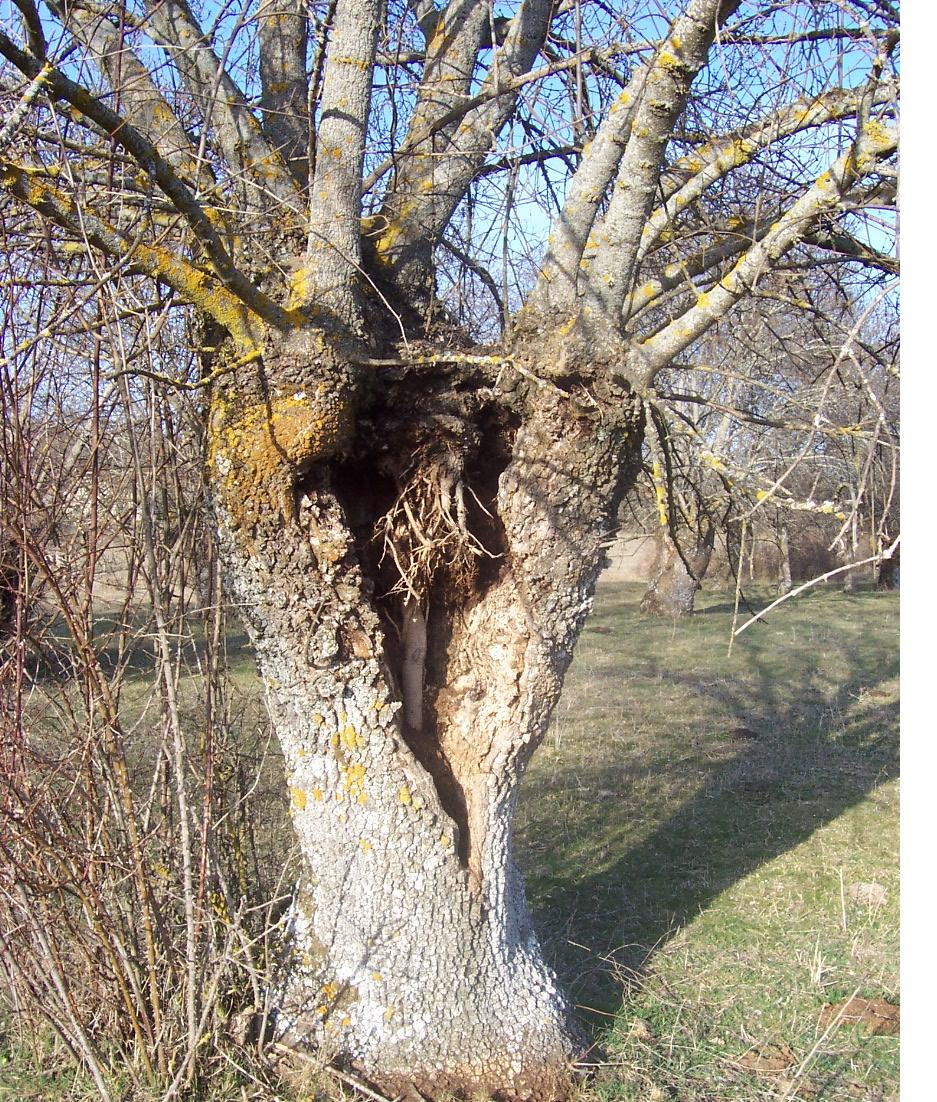
Fresno desmochado

## Descripción
Árbol caducifolio que puede sobrepasar los 30 m de altura, con la copa amplia y el tronco de corteza grisácea y rugosa. Hojas  opuestas, imparipinnadas, con 7-9 folíolos de forma ovado-lanceolada, con la base entera y finamente dentados en la mitad superior. Limbo verde claro en el haz, glabro, con pubescencia en los nervios del envés. Pecíolos con pelillos. Las yemas son de color marrón claro, característica importante para diferenciar a esta especie del Fraxinus excelsior, que posee las yemas de color negro. 
Flores apareciendo al principio de la primavera después de haberse despojado sus hojas generalmente al comenzar el invierno o con posterioridad. Son dioicos, y se disponen en densas panículas terminales y axilares. Florece en febrero-abril. Fruto en sámara linear-lanceolada, truncada oblicuamente. Los frutos se encuentran donde empieza la ramita del último año.

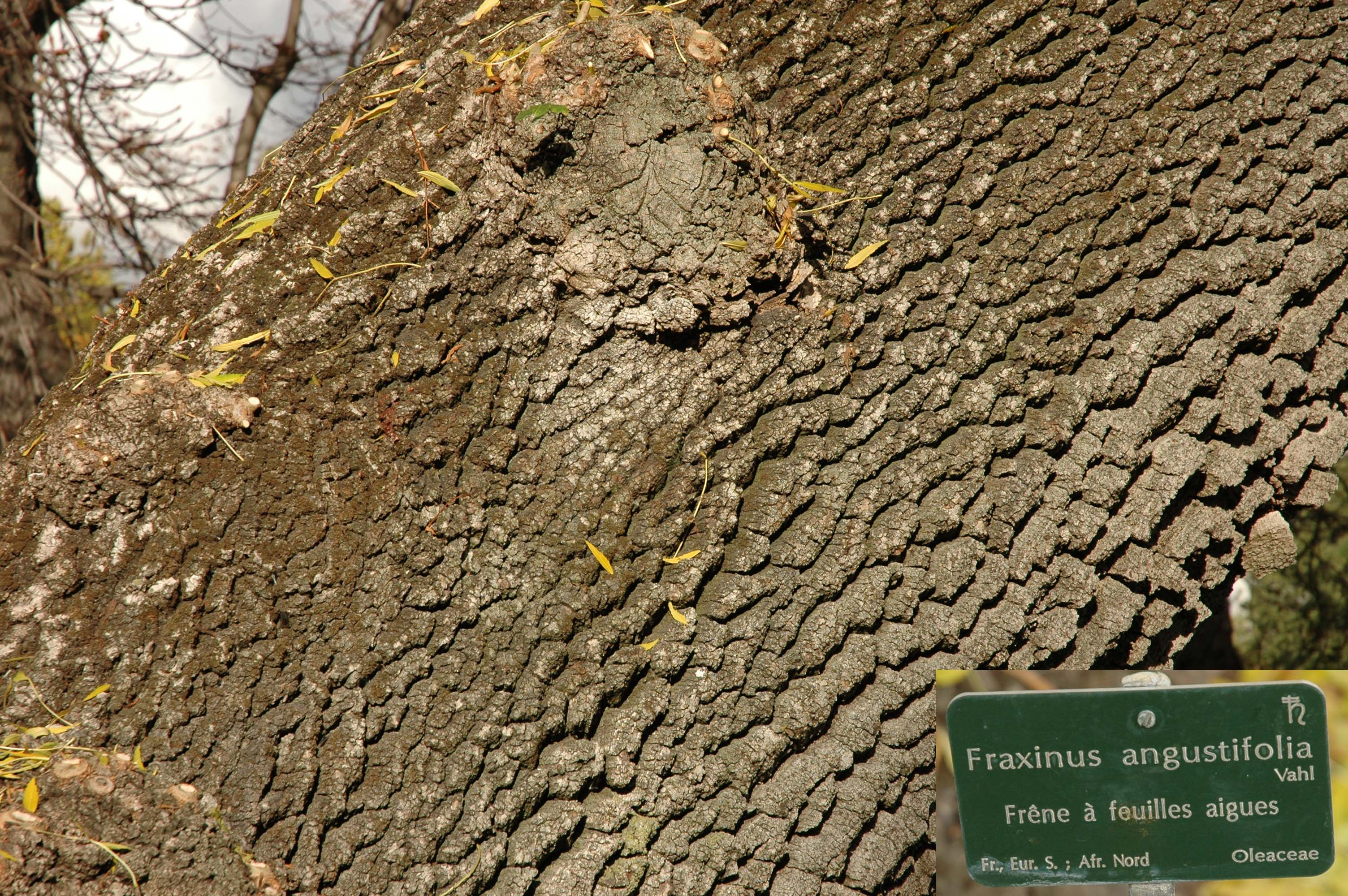
Corteza.

En la antigua Roma, según cuenta Columela, las hojas servían como  alimento para al ganado ovino y caprino.

## Hábitat y cortejo acompañante
Las fresnedas forman parte de los bosques de ribera a lo largo de muchos ríos peninsulares. Las fresnedas mediterráneas se instalan con preferencia en terrenos silíceos, donde existe un nivel de agua freática oscilante al cabo del año.
Los árboles con los que se mezcla el fresno son, en los terrenos más frescos, chopos, álamos y sauces pero también con olmos y encinas en las vegas. En las montañas de la España occidental es muy corriente que aparezcan los fresnos, formando un paisaje característico, de setos lineares densos y muros de piedra, flanqueados de árboles desmochados. En menor medida los fresnos se mezclan con alisos en los suelos húmedos así como con álamos blancos en las vegas llanas. Los pastizales más extendidos en los fresnedales son los llamados vallicares, cubiertos de gramíneas vivaces de talla media, como el heno de Castilla (Agrostis castellana), Festuca ampla, Lolium perenne y un tapiz de flores como las velloritas
(Bellis perennis), diente de león (Taraxacum officinale) y botones de oro (Ranunculus ficaria); pero también los majadales de hierba muy corta como espiguillas (Poa annua y Poa bulbosa) y manzanilla silvestre. Los trebolares, formadas por especies adaptadas al pisoteo como el trébol blanco y el diente de perro (Cynosurus cristatus), soportan los terrenos muy pastoreados. En los bordes de setos y bajo los rodales densos proliferan las comunidades herbáceas forestales como las primaveras (Primula veris y Primula vulgaris).
En donde el ganado y la fauna sestea o descansa se suele desarrollar un arbusto, el saúco y por doquier medran las conocidas ortigas (Urtica dioica) y diversas labiadas de hojas muy similares, llamadas por ello ortigas muertas (Ballota nigra, Lamium maculatum, Lamium purpureum, etc.), lampazos (Arctium minus), lengua de buey
(Pentaglottis sempervirens), grama de las boticas (Elytrigia repens) y los altos herbazales de cicutas
(Conium maculatum). En la época de lluvias estos parajes se convierten en verdaderos criaderos de setas comestibles, sobre todo de bola de nieve (Agaricus arvensis) y pies azules y violetas (Clitocybe nuda y Lepista personata). Si este sesteadero es más sombrío proliferan las comunidades escianitráofilas  con la hierba ajera (Alliaria petiolata), la corregüela roja (Calystegia sepium) y la medicinal magarza (Tanacetum parthenium).
En los lugares donde se riega en verano con canales o regueras, se forman los productivos prados de siega con abundancia de gramíneas altas como el tortero (Arrhenatherum bulbosum), grama de jopillos (Dactylis glomerata), heno blanco
(Holcus lanatus), cola de ratón (Phleum pratense) y heno de Castilla (Agrostis castellana).
Los troncos y ramas de los fresnos se visten a menudo con una capa gris plateada de líquenes (Parmelia glabra,
Physcia leptalea y Physcia ascendens) y, con frecuencia, del liquen anaranjado Xanthoria parietina, ligado a los árboles iluminados y muy frecuentados por las aves. Son importantes las fresnedas que aparecen en las vertientes norte y sur del Sistema Central, en las provincias de Ávila, Segovia, y Madrid. También son importantes las fresnedas en los valles de algunas montañas en Andalucía.

Tradicionalmente los fresnos se han desmochado, por lo que presentan troncos muy desarrollados en grosor, pero de escasa altura. Son los denominados "trasmochos" o "cabezudos", tan característicos de esta especie.

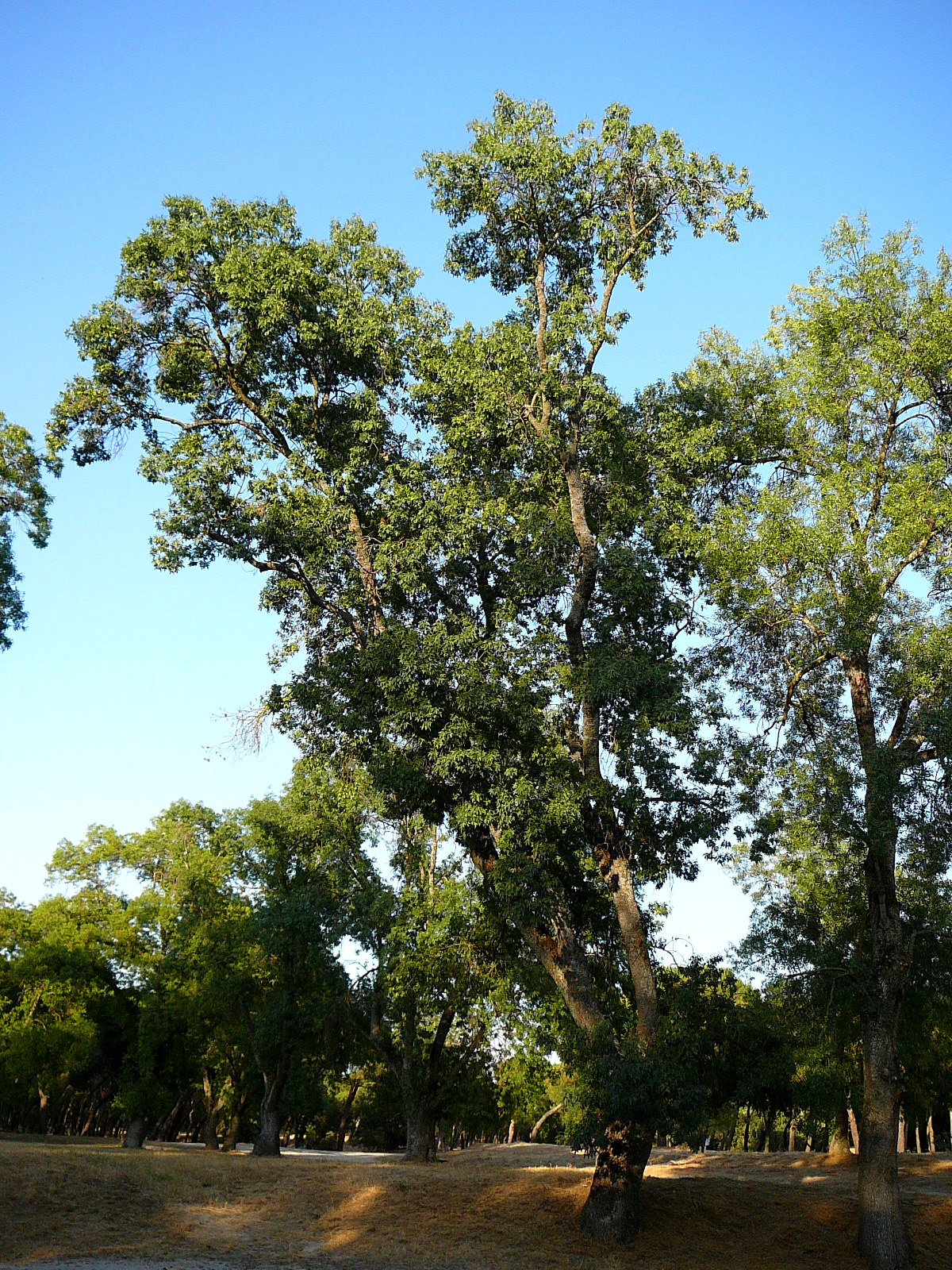
Fraxinus angustifolia subsp. angustifolia en la Casa de Campo de Madrid.

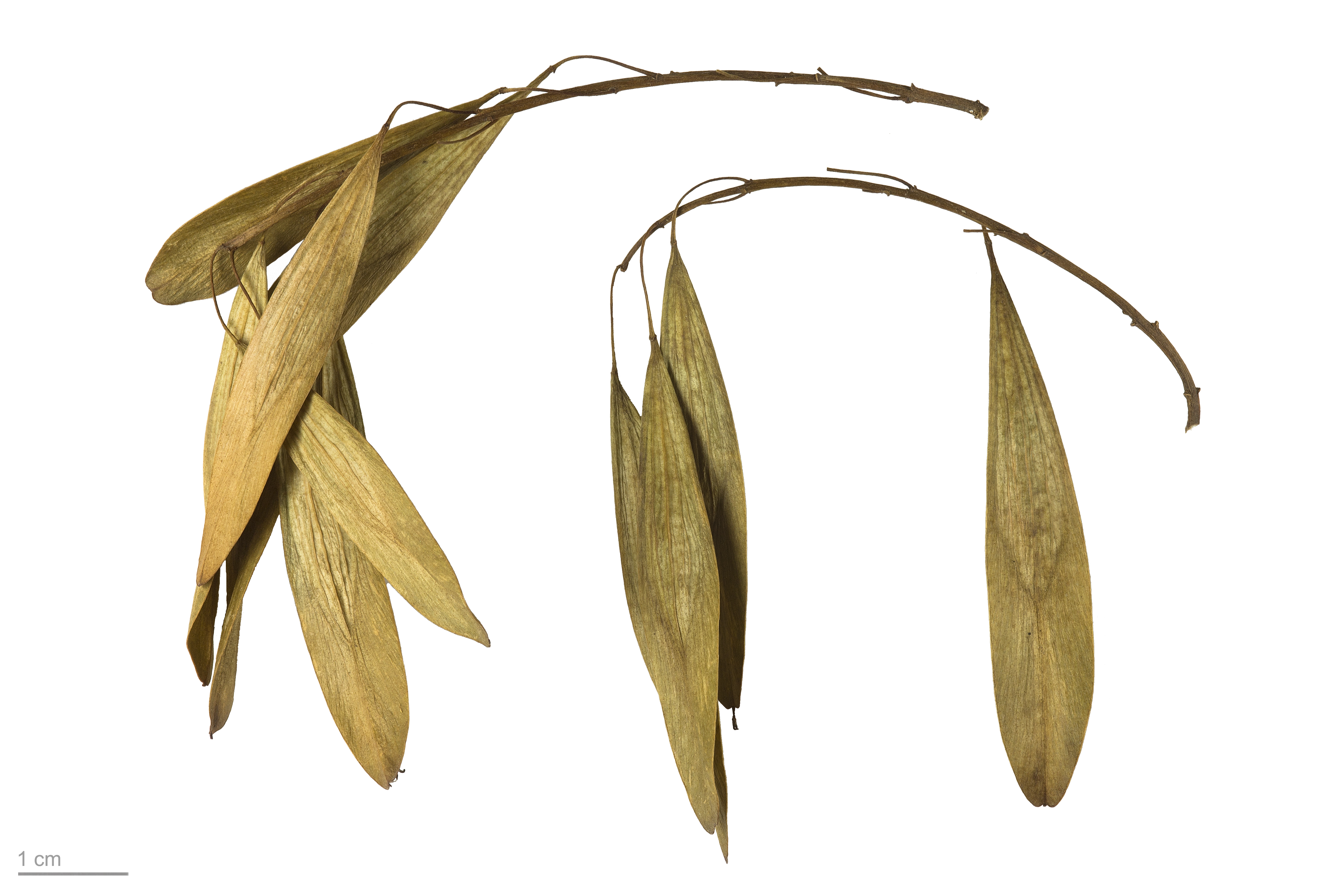
Fraxinus angustifolia

## Distribución
Habita en el sur de Europa, suroeste de Asia y noroeste de África. En la península ibérica se encuentra en casi todas las provincias, aunque escasea en el norte donde es sustituido por Fraxinus excelsior. A las poblaciones del noreste de España con pubescencia en el envés de los folíolos se las considera de la subespecie oxycarpa. En el norte de África es habitual en ríos y arroyos del extremo norte desde Marruecos hasta Túnez. Por el sur llega hasta el Alto Atlas y el Atlas Sahariano.

## Subespecies
Hay 4 subespecies
- Fraxinus angustifolia angustifolia. Europa occidental hasta el norte de Francia, noroeste de África.
- Fraxinus angustifolia oxycarpa (M.Bieb. ex Willd.) Franco & Rocha Afonso (sin. F. oxycarpa M.Bieb. ex Willd.). Fresno 'Raywood';[6] 'Fresno del Cáucaso. Europa oriental hasta la República Checa en el norte, suroeste de Asia y en el este hasta el norte de Irán.
- Fraxinus angustifolia syriaca Oriente medio y oeste de Asia.
- Fraxinus angustifolia danubialis (descrito por Zdeněk Pouzar) Europa central.

## Usos
Las fresnedas han sido utilizadas históricamente como dehesas, de las cuales aún quedan bastantes en el piedemonte de la Comunidad de Madrid, aunque ahora se hallan muy amenazadas por la presión urbanística.

## Taxonomía
Fraxinus angustifolia fue descrita por Carlos Linneo y publicado en Species Plantarum 2: 1057. 1753.
Etimología
Ver: Fraxinus
angustifolia: epíteto latíno que significa "con hojas estrechas". 
Sinonimia
- Fraxinus americana var. calabriensis Weston
- Fraxinus calabrica Dippel
- Fraxinus dentata Tausch
- Fraxinus elongatifolia Sennen
- Fraxinus excelsior subsp. angustifolia (Vahl) Wesm.
- Fraxinus excelsior var. angustifolia (Vahl) Fiori & Paol.
- Fraxinus excelsior subsp. parvifolia (Dum.Cours.) Arcang.
- Fraxinus excelsior var. parvifolia Dum.Cours.
- Fraxinus excelsior subsp. parvifolia (Boiss.) Wesm.
- Fraxinus excelsior var. parvifolia (Boiss.) Arcang.
- Fraxinus excelsior var. rostrata (Guss.) Wesm.
- Fraxinus excelsior subsp. rostrata (Guss.) Arcang.
- Fraxinus humilior Garsault
- Fraxinus lentiscifolia Desf.
- Fraxinus mixta Bosc
- Fraxinus obtusa Willk. & Lange
- Fraxinus orientalis Colla
- Fraxinus ornus var. parvifolia (Dum.Cours.) Ten.
- Fraxinus oxycarpa var. angustifolia (Vahl) Lingelsh.
- Fraxinus oxycarpa subsp. edentata Dippel
- Fraxinus oxycarpa f. edentata (Dippel) Lingelsh.
- Fraxinus oxycarpa f. hartwegii Lingelsh.
- Fraxinus oxycarpa var. parvifolia (Boiss.) Wenzig
- Fraxinus oxycarpa subsp. parvifolia (Boiss.) Yalt.
- Fraxinus oxycarpa var. petiolulata Karpati
- Fraxinus oxycarpa var. rostrata (Guss.) Lingelsh.
- Fraxinus oxyphylla var. parvifolia (Dum.Cours.) Boiss.
- Fraxinus parviflora Ten.
- Fraxinus parvifolia Lam.
- Fraxinus rostrata Guss.
- Fraxinus rotundifolia Mill.
- Fraxinus salicifolia Colla
- Leptalix mixta (Bosc) Raf.
- Ornanthes parviflora (Ten.) Raf.
- Ornanthes rotundifolia (Mill.) Raf.
- Ornus mammifera Steud.
- Ornus rotundifolia (Mill.) Moench[8][9]

## Nombres comunes
Fleja, fragino, frédenu, freno, fresnera, fresno, fresno común, fresno de Castilla, fresno de hoja estrecha, fresno de hoja pequeña, fresno de hojas estrechas, fresno de la tierra, fresno silvestre, friznu, lubios, lupas, lupias, ramón, soto, ujulobu, varas de San Blas.